# Emil Finnberg
Albert Heinrich Emil Finnberg (* 27. Juni 1909 in Hamburg; † 30. Juli 2005 ebenda) war ein deutscher Jurist, SS-Sturmbannführer, Mitglied der Einsatzgruppe A, stellvertretender Leiter der SD-Stelle Breslau und späteres Ehrenmitglied des Gesamtvorstandes des Bundesverbandes der Sicherheitswirtschaft (BDSW).

## Leben
Emil Finnberg war Sohn des Kaufmanns Emil Finnberg senior und dessen Ehefrau Käthe, geborene Kerner. Er schloss seine Schullaufbahn 1930 am Hamburger Johanneum ab und absolvierte danach ein Studium der Rechtswissenschaft, das er an der Universität Marburg aufnahm. Finnberg war von 1933 bis 1935 im Reichseinheitsverband des Deutschen Bewachungsgewerbes e.V. Schriftführer der Landesgruppe Hamburg-Nordmark. Er wurde 1938 in Hamburg zum Dr. jur. promoviert. Der Titel seiner Dissertation lautet Die Versagung und Entziehung der Gewerbeerlaubnis wegen Unzuverlässigkeit.
Nach der nationalsozialistischen „Machtergreifung“ trat Finnberg zum 1. Mai 1933 in die NSDAP (Mitgliedsnummer 3.027.410) und im November 1933 in die SS ein (SS-Nummer 194.365). 1935 wurde er hauptamtlicher SS-Führer.
Nach Beginn des Zweiten Weltkrieges gehörte Finnberg dem Stab des Inspekteurs der Sicherheitspolizei und des SD (IdS) in Düsseldorf Hans Nockemann an und folgte diesem als Referent ins Amt II des Reichssicherheitshauptamtes (RSHA). Im Zuge des Überfalls auf die Sowjetunion war er von Ende Juni 1941 bis Anfang Oktober 1941 als Adjutant und persönlicher Referent im Stab der Einsatzgruppe A unter Walter Stahlecker eingesetzt. Danach war er Untersuchungsführer beim Befehlshaber der Sicherheitspolizei und des SD (BdS) in Riga.
Anschließend war Finnberg als stellvertretender Leiter der SD-Stelle in Breslau eingesetzt. Er erreichte im November 1942 den Dienstgrad eines SS-Sturmbannführers. Im 1. Frankfurter Auschwitzprozess 1965 wurde er u. a. zum sogenannten Befehlsnotstand vernommen und verkündete während einer Zeugenaussage: „Für mich war ein Führerbefehl Gesetz.“ Er wird zudem als „Entlastungszeuge“ im Braunbuch der DDR genannt.
Nach Kriegsende arbeitete Finnberg als Rechtsanwalt in Hamburg und war ab 1952 als Geschäftsführer des Unternehmens Wach- und Werkschutz Harburg GmbH tätig. Für den Bundesverband Deutscher Wach- und Sicherheitsunternehmen e.V.  stand er der Landesgruppe Hamburg-Bremen als stellvertretender Vorsitzender zur Verfügung. Daneben war er jahrelang Mitglied der dortigen Tarifkommission. Als Rechtsberater stand er dem Bundesverband zur Seite. Er setzte sich während seiner aktiven Zeit insbesondere für die Ausbildung im Wach- und Sicherheitsgewerbe ein. So arbeitete er unter anderem an der Einführung eines Werkschutz-Handbuches. Im Mai 1983 wurde Finnberg zum Ehrenmitglied des Gesamtvorstandes des BDSW ernannt.